# Karen Dahmen
Karen Dahmen (* 12. Mai 1988 in Eupen, Ostbelgien) ist eine belgische Schauspielerin und Stand-up-Comedienne.

## Leben und Karriere
Karen Dahmen wuchs in Elsenborn in der deutschsprachigen Gemeinschaft in Belgien auf. Sie studierte von 2007 bis 2011 Schauspiel an der UdK Berlin. Schon während ihres Studiums war sie am Deutschen Theater in Berlin tätig. Von 2011 bis 2013 war sie am Theater Heidelberg und von 2013 bis 2017 am Staatstheater Nürnberg als festes Ensemblemitglied engagiert. Sie arbeitete mit Regisseuren wie Milan Peschel, Laura Linnenbaum oder Viktor Bodó. Ihr Kinodebüt hatte sie 2010 in Halb so wild von Jeshua Dreyfus. Seit September 2023 ist sie in den vom WDR produzierten und ausgestrahlten Mitternachtsspitzen ständiges Ensemblemitglied.

## Filmografie (Auswahl)
- 2010: Halb so wild
- 2010: Das rote Zimmer
- 2017: Rentnercops (Fernsehserie, 1 Folge)
- 2018, 2024: SOKO Köln (Fernsehserie, 2 Folgen)
- 2019: Alte Bande
- 2019: Breaking Even (Miniserie)
- 2020: Tatort: Niemals ohne mich
- 2020: Ein Sommer an der Moldau
- 2020: Marie Brand und die falschen Freunde
- 2021: Tatort: Heile Welt
- 2021: Nestwochen
- 2021: Start the fck up (Fernsehserie, 8 Folgen)
- 2021: Es ist nur eine Phase, Hase
- seit 2022: WaPo Duisburg (Fernsehserie)
- 2022: Gestern waren wir noch Kinder (Fernsehserie, 2 Folgen)
- 2023: In aller Freundschaft (Fernsehserie, Folge Schlechtes Timing)
- 2023: Tatort: Murot und das Paradies
- 2025: Cassandra (Fernsehserie)
- 2025: Bettys Diagnose (Fernsehserie, Folge Harte Landung)

## Theater (Auswahl)
- 2009: Nachtasyl, Deutsches Theater Berlin
- 2010: DNA, Deutsches Theater Berlin
- 2011: Wermut, Theater Heidelberg
- 2012: Alles Gold was glänzt, Theater Heidelberg
- 2013: König Ubu, Theater Heidelberg
- 2014: Don Carlos, Staatstheater Nürnberg
- 2015: Das Käthchen von Heilbronn, Staatstheater Nürnberg
- 2016: Romeo und Julia, Staatstheater Nürnberg
- 2017: Pension Schöller, Staatstheater Nürnberg
- 2017: 1984, Staatstheater Nürnberg
- 2018: Die göttliche Komödie, Düsseldorfer Schauspielhaus

## Hörspiele (Auswahl)
- 2021: Caiman Club, Staffel 3 (von Edgar Linscheid und Stuart Kummer; 1. Folge: Justice, Rolle: Petra Schäfer) – Komposition und Regie: Stuart Kummer (Original-Hörspiel – WDR)[5]
- 2022: Anne Bonny. Die Piratin (von Anne-M. Keßel) – Regie: Martin Zylka (WDR)[6]
- 2022: GRЁUL (von Edgar Linscheid und Stuart Kummer; 6. Folge: Und sein Reich wurde finster, Rolle: Anna Kornbichler) – Regie: Stuart Kummer (WDR)[7]
- 2023: Unverpackt (von Hengameh Yaghoobifarah) – Regie: Eva Solloch (WDR)[8]
- 2024: The Belles. Fantasy-Hörspiel-Serie nach Dhonielle Clayton, Hörspiel, WDR[9]
- 2025: Kyllroth. Tödliche Heimkehr 1917, Hörspiel, WDR[10]